# Тихон (Лобковский)
Архиепископ Ти́хон (в миру Влади́мир Ива́нович Лобко́вский; 1 декабря 1968, станица Брюховецкая, Краснодарский край) — епископ Русской православной церкви, архиепископ Майкопский и Адыгейский.

## Биография
Родился в станице Брюховецкой Краснодарского края в благочестивой христианской семье. Крещён в младенческом возрасте, в Свято-Покровском храме станицы Брюховецкой.
С 1976 по 1985 годы обучался в средней школе.
В 1985 году поступил в Ейское медицинское училище, из которого впоследствии был отчислен за посещение храма. Вернулся в общеобразовательную школу, которую окончил в 1986 году.
С 1986 года нёс клиросное послушание в храме в имя Казанской иконы Божией Матери в городе Сыктывкаре, куда переехал после окончания средней школы.
С 1987 по 1989 проходил срочную службу в Советской Армии. После прохождения воинской службы переехал в город Краснодар.
28 августа 1989 года архиепископом Краснодарским и Новороссийским Исидором рукоположён в сан диакона и назначен штатным диаконом Свято-Екатерининского кафедрального собора Краснодара.
19 декабря 1989 года архиепископом Исидором пострижен в монашество с именем Тихон в честь святителя Тихона, Патриарха Всероссийского.
4 июня 1990 года рукоположён в сан иеромонаха и назначен штатным священником Свято-Екатерининского кафедрального собора Краснодара.
С 1990 по 1997 годы служил на различных приходах епархии.
По просьбе епископа Сыктывкарского и Воркутинского Питирима (Волочкова) в 1997 году перешёл в клир Сыктывкарской епархии. С 1997 по 1998 годы нёс послушания наместника Троице-Стефано-Ульяновского мужского монастыря, а также проректора Сыктывкарского духовного училища.
В 1997 году поступил на заочный сектор обучения Киевской духовной семинарии, которую окончил в 2001 году.
В 1998 году принят в клир Краснодарской епархии и назначен настоятелем Свято-Казанского храма хутора Бараниковского.
С 1999 года штатный священник Свято-Екатерининского кафедрального собора Краснодара.
В 2001 году назначен по совместительству настоятелем строящегося в Краснодаре храма преподобного Илии Муромца.
С 2001 по 2004 годы обучался в Киевской духовной академии.
В 2003 году назначен по совместительству настоятелем Свято-Успенского храма при епархиальном управлении.
В январе 2004 года был назначен ключарем Свято-Екатерининского кафедрального собора Краснодара.
В 1997 году Святейшим Патриархом Московским и всея Руси Алексием II был награждён наперсным крестом, в 2001 году удостоен сана игумена.
24 декабря 2004 года решением Священного Синода Русской Православной Церкви определён быть епископом Ейским, викарием Екатеринодарской епархии.
30 декабря 2004 года возведён в сан архимандрита.
25 марта 2005 года, в крестовом храме во имя Всех святых, в земле Российской просиявших, патриаршей и Синодальной резиденции Свято-Данилова монастыря патриархом Алексием II в сослужении собора архипастырей был совершен чин наречения архимандрита Тихона во епископа Ейского, викария Екатеринодарской епархии.
3 апреля 2005 года за Божественной литургией в Кафедральном соборном храме Христа Спасителя хиротонисан во епископа Ейского, викария Екатеринодарской епархии. Хиротонию совершили: Патриарх Московский и всея Руси Алексий II, митрополит Крутицкий и Коломенский Ювеналий (Поярков), митрополит Калужский и Боровский Климент (Капалин), митрополит Екатеринодарский и Кубанский Исидор, архиепископ Истринский Арсений (Епифанов), архиепископ Кемеровский и Новокузнецкий Софроний, архиепископ Верейский Евгений (Решетников), архиепископ Орехово-Зуевский Алексий (Фролов), епископ Красногорский Савва (Волков), епископ Сыктывкарский и Воркутинский Питирим (Волочков), епископ Ставропольский и Владикавказский Феофан (Ашурков), епископ Дмитровский Александр (Агриков), епископ Сергиево-Посадский Феогност (Гузиков), епископ Люберецкий Вениамин (Зарицкий), епископ Алатырский Савватий, епископ Прокопьевский Амвросий (Ермаков).
27 мая 2009 года решением Священного Синода назначен епископом Майкопским и Адыгейским.
20 ноября 2016 года за Божественной литургией в Храме Христа Спасителя в Москве в ходе празднования 70-летия Патриарха Кирилла «за усердное служение Церкви Божией в Майкопской епархии» был возведён им в сан архиепископа.